# Aphelinoidea retiruga
Aphelinoidea retiruga är en stekelart som beskrevs av Lin 1994. Aphelinoidea retiruga ingår i släktet Aphelinoidea och familjen hårstrimsteklar. Inga underarter finns listade i Catalogue of Life.